# Gnathotriche elaea
Gnathotriche elaea är en fjärilsart som beskrevs av William Chapman Hewitson 1869. Gnathotriche elaea ingår i släktet Gnathotriche och familjen praktfjärilar. Inga underarter finns listade i Catalogue of Life.